# Chorisoneura gatunae
Chorisoneura gatunae är en kackerlacksart som beskrevs av Morgan Hebard 1921. Chorisoneura gatunae ingår i släktet Chorisoneura och familjen småkackerlackor. Inga underarter finns listade i Catalogue of Life.